# MSSらいむレーシング
MSSらいむレーシング（MSS Rhyme Racing）は、avexのバーチャルラップユニット『言霊少女プロジェクト』の一員である『向田らいむ』とコラボレーションし、レースを戦うレーシングチームである。

## 概要
言霊少女プロジェクトのキャラクター魂（声優）を決定するSHOWROOM公開オーディション開催期間中であった2019年9月18日にレーシングチーム結成を発表。メインキャラクターの一人である『向田らいむ』のカラーリングを纏う痛車でのレース参戦を行う。同時にレーシングチームオリジナルグッズの製作・販売などを行う。

## レーシングチーム
『MSSらいむレーシング』の名称で、バーチャルラップユニット『言霊少女プロジェクト』のメインキャラクター『向田らいむ』のイラストをボディにあしらった痛車仕様のレーシングカーでレースに参戦している。

### 2019年
Liberta Corseをエントラントとしてネッツカップ・ヴィッツレースへ参戦。関西シリーズ第4戦と、グランドファイナルの2戦に出場した。ドライバーは米川直宏。

### 2020年
2月12日に公開された公式WEBサイトにて、2020年の参戦体制が発表された。前年と同じくネッツカップ・ヴィッツレースへの参戦を行うが、関東・関西シリーズをまたいでの活動を行う。参戦体制は2019年より変更無し。

## イベント出展
小規模なレーシングチームでありながら、イベントへの出展を行っている。

### 2019年
1. 10月20日-ポートライナーフェスティバル（兵庫県神戸市）[6]

### 2020年
1. 1月5日-かみこす！4th（兵庫県神戸市）[7]
2. 2月11日-ひめじSubかる☆フェスティバル（兵庫県姫路市）[8]